# Rakétasiló

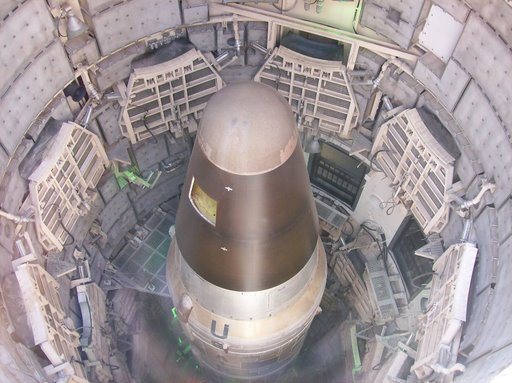
LGM–25C Titan II interkontinentális ballisztikus rakéta silóban, fölülről nézve. A rakéta fejrésze körül egy szerelőszint lehajtható elemei vannak.

A rakétasiló ballisztikus rakéták védett tárolására és indítására szolgáló, nyitható tetejű, függőleges henger alakú föld alatti építmény, melyben a rakéta függőlegesen áll. A korszerű silókban a rakéták tüzelőanyaggal feltöltve állnak, és a silóból, annak kinyitása után azonnal indíthatóak. Általában több silót telepítenek egymás közelébe, a föld alatti bunkerekben elhelyezett közös kiszolgálóhelységekkel, irányítóközponttal.
Napjainkra a ballisztikus rakéták pontosabbá válásával a silók sebezhetőekké váltak, helyüket átvették a mobil indítóberendezések, melyek szabadon mozoghatnak az ország egész területén, könnyen álcázhatóak, így felderítésük nagyon nehéz.
Az első interkontinentális ballisztikus rakéták felépítése, és indítási előkészületei is hasonlóak voltak a később belőlük kifejlesztett űrkutatási hordozórakétákéhoz, az R–7 Szemjorka indítási előkészületei például 24 óráig tartottak, ezalatt a sebezhető, nagy méretű, nehezen álcázható rakéta ki volt téve az ellenséges légitámadásoknak. Logikus volt olyan föld alatti bunkerek építése, melyekből a lehető legegyszerűbben lehet a rakétát indítási helyzetbe állítani, és amely ellenáll akár az atomcsapásnak is. Az első, silókba telepített ballisztikus rakéták esetében ez viszonylag bonyolultan valósult meg, mert a föld alatt még nem volt megoldva a rakéta indításra történő felkészítése, emiatt a rakétákat először kitolták a silóból, feltöltötték tüzelőanyaggal, és csak aztán indították. A korszerűbb rakéták esetén megoldották, hogy a tüzelőanyagot a rakétákban huzamos ideig tárolják, így nincs szükség a feltöltésre, a rakéta a föld alól azonnal indítható.